# Lista över kyrkor uppkallade efter Heliga Birgitta

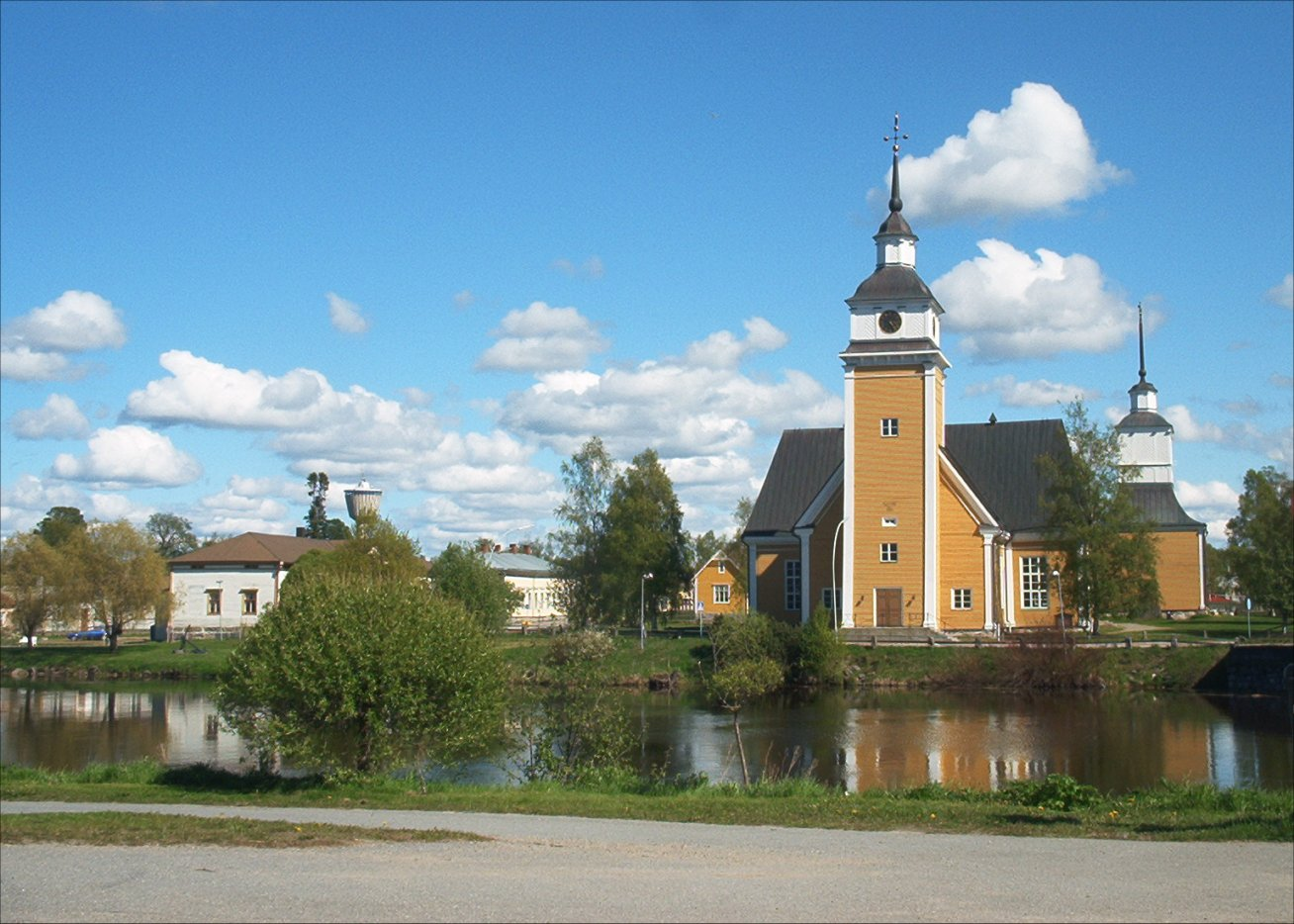
Sankta Birgitta kyrka i Nykarleby i Finland

Heliga Birgitta , född 1303 och död 1373, är ett svenskt helgon och skyddspatron för Europa. Hon grundade också klosterorden Den helige Frälsarens orden. Efter henne har flera kapell och kyrkor uppkallats.

## Estland
- Birgittaklostret, Tallinn

## Finland
De flesta Birgittakyrkor i Finland byggdes under tiden för det odelade Sverige före 1809. Men räknas upp under dagens Finland.
Här tas med också kyrkor och kapell som helgats åt S:ta Birgitta och funnits i den del av Karlen som tidigare tillhört Finland.
- Halikko kyrka
- S:ta Birgitta kyrka, Kaukjärvi Riven under 1700-talet.
- S:ta Birgitta kyrka, Lappfjärd i Kristinestad, riven[1]
- S:ta Birgitta kyrka, Lemland
- S:ta Birgitta kyrka i Lembois, (fi. Lempäälä)
- Sankta Birgittakyrkan, Loppis
- S:ta Birgitta kyrka, Nådendal, tidigare klosterkyrka vid Birgittaklostret
- Nykarleby Sankta Birgitta kyrka, (på finska: Pyhän Birgitan kirkko), i  Nykarleby
- St:a Birgitta kyrkoruin, Nykyrka, riven tidigare finländsk kyrkobyggnad, numera på ryskt område. Samtidigt den östligaste Birgittakyrkan i det förenade svenska riket.
- S:ta Birgitta kyrka i Tulois
- S:ta Birgitta kyrka, Vichtis, ruin

## Italien
- Santa Brigida a Campo de' Fiori i Rom

## Polen
- Birgittakyrkan i Gdańsk

## Spanien
- Birgittakyrkan i Las Palmas, Kanarieöarna

## Sverige
- Sankta Birgittakyrkan i Sankta Birgitta församling i Växjö stift
- Sankta Birgittakyrkan i Knivsta församling i Uppsala stift
- Sankta Birgitta katolska kyrka i Norrköping
- Sankta Birgittakyrkan i Västerleds församling i Stockholms stift
- Birgittakyrkan i Sköns församling i Härnösands stift.
- Birgittakyrkan (Olshammars kyrka) i Hammars församling i Strängnäs stift

## Storbritannien
- Our Lady of Sorrows and St Bridget of Sweden i Isleworth i Middlesex

## USA
- St. Bridget of Sweden i Van Nuys i Kalifornien